# SeaMonkey
SeaMonkey (englisch für den Salinenkrebs) ist ein aus der Mozilla Application Suite hervorgegangenes freies Internet-Anwendungspaket, das aus Webbrowser, E-Mail-Programm, Chat-Client, HTML-Editor, Adressbuch und weiteren Hilfsprogrammen besteht.
Die Module des Programm-Pakets benutzen wesentliche Programmteile gemeinsam. Dadurch wird weniger Speicherplatz belegt und ein Geschwindigkeitsvorteil erzielt. Im Gegensatz dazu bringt bei Mozillas populären Ablegern Firefox und Thunderbird jedes Programm seine eigenen Bibliotheken mit. Diese sind dann mehrfach im Speicher vorhanden.

## Überblick
Als die Mozilla Foundation gegen Ende 2005 ankündigte, die Entwicklung ihrer Mozilla Application Suite und deren Unterstützung offiziell einzustellen, um sich künftig vor allem der Entwicklung ihres Webbrowsers Firefox und des E-Mail-Clients Thunderbird zu widmen, führte eine Gruppe Softwareentwickler die Mozilla Application Suite unter neuem Namen fort.
Als offiziellen Namen erhielt ihr Projekt schließlich den ehemaligen Codenamen des Vorgängerprojekts, der ursprünglich vom Markennamen der fast gleichnamigen US-amerikanischen Salinenkrebs-Zuchtlinie Sea-Monkey (Artemia nyos) stammt. Am 30. Januar 2006 wurde die erste offizielle Version, 1.0, veröffentlicht.
SeaMonkey 1.x bot durch seine Roaming-Funktion die Möglichkeit, Kennwörter, Lesezeichen, Cookies und andere Benutzerdaten auf einem zentralen Server zu speichern, um sie von verschiedenen Orten aus zu nutzen. Diese Funktion fiel mit SeaMonkey 2.0 weg und wurde durch die Erweiterung Firefox Sync ersetzt. Sync wurde ab SeaMonkey 2.1 direkt integriert. Die parallele Nutzung von Firefox Sync durch SeaMonkey ist seit der mit Firefox 29 eingeführten neuen Sync-Variante nicht mehr möglich.
SeaMonkey als Produkt wird zwar parallel zu Firefox und Thunderbird entwickelt, teilt sich im Hintergrund jedoch den meisten Code mit diesen unter Bewahrung des eigenen Look and Feel. Auch die Entwicklungszyklen sind größtenteils mit den beiden offiziellen Produkten synchronisiert.
Manche Erweiterungen für Firefox und Thunderbird sind nicht kompatibel mit SeaMonkey, können aber konvertiert werden.

## Versionen

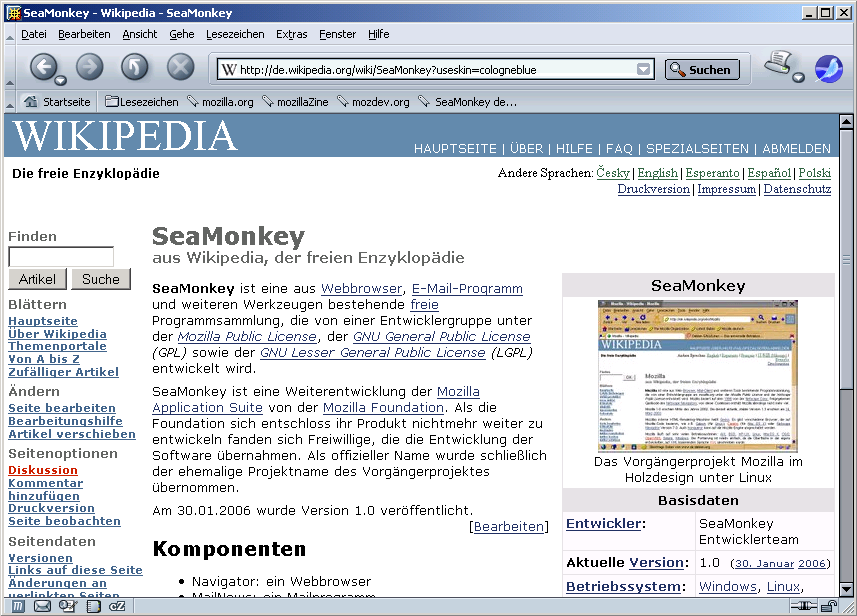
SeaMonkey-Browser-Version 1.0 mit Modern Skin unter Windows 2000

SeaMonkey ist auch als portable Version mit der Bezeichnung „SeaMonkey, Portable Edition“ erhältlich.
Nach einem Namensstreit mit dem Debian-Projekt über die Nutzungsbedingungen für die Warenzeichen von Mozilla bekam das mit Debian mitgelieferte SeaMonkey-Paket den Namen Iceape. Andere Mozilla-Programme erhielten ebenfalls neue Namen, die alle mit Ice beginnen.

### Versionsgeschichte
Das Projekt SeaMonkey wurde ins Leben gerufen, nachdem Mozilla verkündet hatte, die Entwicklung der Mozilla Application Suite nicht mehr fortzuführen, deren letzte Version, die Mozilla Application Suite 1.7.13, am 19. April 2006 erschien.

### Versionstabelle
| Gecko- Version                       | Version   | Veröffentlichung     | Bemerkungen und wichtige Änderungen0 |
| ------------------------------------ | --------- | -------------------- | --- |
| 1.8                                  | 1.0       | 30. Jan. 2006        | Erste Version; Neuerungen: Möglichkeit Registerkarten (Tabs) umzuordnen, Autoscrolling, SVG- und Canvas-Unterstützung, Bildervorschau in Tab-Titeln, TLS-Unterstützung in der Mail-Komponente, automatische Speicherung der E-Mail-Entwürfe und mehr. |
| 1.8                                  | 1.0.9     | 30. Mai 2007         | letzte Sicherheits- und Stabilitätsaktualisierung des Versionszweiges 1.0; acht Aktualisierungen erschienen zuvor (Version 1.0.1 bis 1.0.8). |
| 1.8.1                                | 1.1       | 18. Jan. 2007        | Freigabe der Version 1.1; Neuerungen: neue Version des Chat-Clients ChatZilla, bessere macOS-Unterstützung, Rechtschreibprüfung in der Webbrowser-Komponente für Eingabefelder, farbliche Kennzeichnung von sicheren HTTP-Verbindungen in der Adressleiste, vereinfachte Lesezeichenbenutzung per Schlüsselwort in der Adresszeile, Vorschau der Tabinhalte, selbst definierbare Schlagwörter (Tags) für E-Mail, einige Verbesserungen im Adressbuch und mehr. |
| 1.8.1                                | 1.1.19    | 3. Sep. 2009         | Letzte Sicherheits- und Stabilitätsaktualisierung des eingestellten Versionszweigs 1.1; 18 Aktualisierungen erschienen zuvor (Version 1.1.1 bis 1.1.18); in Version 1.1.6 wurden zudem Darstellungsfehler auf einigen Webseiten behoben. |
| 1.9.1                                | 2.0       | 27. Okt. 2009        | Offizielle Version 2.0: als Grundlage dient nun Mozilla Firefox 3.5.4, mit nun fehlerhafter Indexed-Datenbank verwendet; Verwendung des XULRunners als Laufzeitumgebung, Im-/Export von SeaMonkey-Profilen, Import von Thunderbird-Profilen, Erweiterungsmanager, automatische Aktualisierungen, neue JavaScript-Engine TraceMonkey, neues Theme. Zudem wird nun die HTML5-Spezifikation, z. B. mit den neuen Audio/Video-Elementen, unterstützt; Seit der ersten Beta-Version werden Windows 9x und NT4 sowie macOS vor der Version 10.3, nicht mehr unterstützt; zuvor erschienen Alpha 1 am 5. Oktober 2008, Alpha 2 am 10. Dezember 2008, Alpha 3 am 3. März 2009, Beta 1 am 21. Juli 2009, Beta 2 am 12. September 2009 und Release Candidate 1 am 10. Oktober 2009. |
| 1.9.1                                | 2.0.14    | 28. Apr. 2011        | letzte Sicherheits- und Stabilitätsaktualisierung des Versionszweiges 2.0; 13 Aktualisierungen erschienen zuvor (Version 2.0.1 bis 2.0.13) |
| 2.0                                  | 2.1       | 10. Juni 2011        | als Grundlage dient nun Mozilla Firefox 4.0; Steigerung der Geschwindigkeit, Nutzung von Direct2D und HTML5, Unterstützung des WebM-Videoformats, Integration der Sync-Erweiterung (früher Weave Sync genannt), Unterstützung von Personas, überarbeitete Verwaltung für Programmerweiterungen (englisch Add-ons-Manager), neue Lesezeichenverwaltung (Front- und Backend), Unterstützung von WOFF-Fonts, Out-of-Process-Plugins, OpenSearch-Unterstützung, Datenverwaltung (englisch Data Manager), Informationen zur Fehlerbehebung (about:support), Suchleiste uvm.; neuer, schnellerer Veröffentlichungszyklus (ähnlich wie beim Mozilla Firefox und Thunderbird, dessen Quelltextbasen auch weiterhin verwendet werden), dabei erschienen zuvor acht Vorabversionen: Version 2.1 Alpha 1 am 18. Mai 2010, die Alpha 2 am 7. Juli 2010, die Alpha 3 am 24. August 2010, die Beta 1 am 20. Oktober 2010, die Beta 2 am 14. Februar 2011, die Beta 3 am 7. April 2011, der RC 1 am 12. Mai 2011 und der RC 2 am 6. Juni 2011. |
| 5.0                                  | 2.2       | 7. Juli 2011         | als Grundlage dient nun Mozilla Firefox 5.0; zuvor erschienen drei Vorabversionen: Version 2.2 Beta 1 am 22. Juni 2011, die Beta 2 am 28. Juni 2011 und die Beta 3 am 2. Juli 2011 |
| 6.0                                  | 2.3       | 16. Aug. 2011        | als Grundlage dient nun Mozilla Firefox 6.0; es gibt unter anderem eine bessere Unterstützung für CSS, HTML-5, SVG und WebSocket, eine Aktualitätsprüfung für plug-ins sowie Änderungen in den Berechtigungseinstellungen |
| 6.0                                  | 2.3.1     | 23. Aug. 2011        | als Grundlage dient nun Mozilla Firefox 6.0.1; Sicherheitsaktualisierung |
| 6.0                                  | 2.3.2     | 31. Aug. 2011        | als Grundlage dient nun Mozilla Firefox 6.0.1; Sicherheitsaktualisierung |
| 6.0                                  | 2.3.3     | 6. Sep. 2011         | als Grundlage dient nun Mozilla Firefox 6.0.2; Sicherheitsaktualisierung |
| 7.0                                  | 2.4       | 27. Sep. 2011        | als Grundlage dient nun Mozilla Firefox 7.0 |
| 7.0                                  | 2.4.1     | 29. Sep. 2011        | als Grundlage dient nun Mozilla Firefox 7.0.1; Sicherheitsaktualisierung |
| 8.0                                  | 2.5       | 22. Nov. 2011        | als Grundlage dient nun Mozilla Firefox 8.0.1 |
| 9.0                                  | 2.6       | 20. Dez. 2011        | als Grundlage dient nun Mozilla Firefox 9.0 |
| 9.0                                  | 2.6.1     | 22. Dez. 2011        | als Grundlage dient nun Mozilla Firefox 9.0.1; Sicherheitsaktualisierung |
| 10.0                                 | 2.7       | 31. Jan. 2012        | als Grundlage dient nun Mozilla Firefox 10.0 |
| 10.0                                 | 2.7.1     | 10. Feb. 2012        | als Grundlage dient nun Mozilla Firefox 10.0.1; Sicherheitsaktualisierung |
| 10.0                                 | 2.7.2     | 17. Feb. 2012        | als Grundlage dient nun Mozilla Firefox 10.0.2 Sicherheitsaktualisierung |
| 11.0                                 | 2.8       | 12. März 2012        | als Grundlage dient nun Mozilla Firefox 11.0 |
| 12.0                                 | 2.9       | 24. Apr. 2012        | als Grundlage dient nun Mozilla Firefox 12.0; Sicherheitsaktualisierungen: 2.9.1 vom 30. April 2012 |
| 13.0                                 | 2.10      | 6. Juni 2012         | als Grundlage dient nun Mozilla Firefox 13.0 |
| 13.0                                 | 2.10.1    | 16. Juni 2012        | als Grundlage dient nun Mozilla Firefox 13.0.1; Sicherheitsaktualisierung |
| 14.0                                 | 2.11      | 17. Juli 2012        | als Grundlage dient nun Mozilla Firefox 14.0.1 |
| 15.0                                 | 2.12      | 28. Aug. 2012        | als Grundlage dient nun Mozilla Firefox 15.0 |
| 15.0                                 | 2.12.1    | 10. Sep. 2012        | als Grundlage dient nun Mozilla Firefox 15.0.1; Sicherheitsaktualisierung |
| 16.0                                 | 2.13      | 9. Okt. 2012         | als Grundlage dient nun Mozilla Firefox 16.0 |
| 16.0                                 | 2.13.1    | 12. Okt. 2012        | als Grundlage dient nun Mozilla Firefox 16.0.1; Sicherheitsaktualisierung |
| 16.0                                 | 2.13.2    | 27. Okt. 2012        | als Grundlage dient nun Mozilla Firefox 16.0.2; Sicherheitsaktualisierung |
| 17.0                                 | 2.14      | 20. Nov. 2012        | als Grundlage dient nun Mozilla Firefox 17.0 |
| 17.0                                 | 2.14.1    | 30. Nov. 2012        | als Grundlage dient nun Mozilla Firefox 17.0.1; Fehlerbehebungen |
| 18.0                                 | 2.15      | 8. Jan. 2013         | als Grundlage dient nun Mozilla Firefox 18.0 |
| 18.0                                 | 2.15.1    | 20. Jan. 2013        | als Grundlage dient nun Mozilla Firefox 18.0.1; Fehlerbehebungen |
| 18.0                                 | 2.15.2    | 4. Feb. 2013         | als Grundlage dient nun Mozilla Firefox 18.0.1; Fehlerbehebungen |
| 19.0                                 | 2.16      | 21. Feb. 2013        | als Grundlage dient nun Mozilla Firefox 19.0 |
| 19.0                                 | 2.16.1    | 8. März 2013         | als Grundlage dient nun Mozilla Firefox 19.0.2; Sicherheitsaktualisierung |
| 19.0                                 | 2.16.2    | 13. März 2013        | Fehlerbehebung |
| 20.0                                 | 2.17      | 2. Apr. 2013         | als Grundlage dient nun Mozilla Firefox 20.0 |
| 20.0                                 | 2.17.1    | 14. Apr. 2013        | als Grundlage dient nun Mozilla Firefox 20.0.1; Sicherheitsaktualisierung |
| 21.0                                 | 2.18b4    | 3. Mai 2013          | öffentliche Test- und Vorschauversionen von SeaMonkey 2.18; die Fertigstellung der Version 2.18 wurde wegen eines Hardwarefehlers abgebrochen |
| 22.0                                 | 2.19      | 2. Juli 2013         | als Grundlage dient nun Mozilla Firefox 22.0 |
| 23.0                                 | 2.20      | 6. Aug. 2013         | als Grundlage dient nun Mozilla Firefox 23.0 |
| 24.0                                 | 2.21      | 17. Sep. 2013        | als Grundlage dient nun Mozilla Firefox 24.0 |
| 25.0                                 | 2.22      | 30. Oktober 2013     | als Grundlage dient nun Mozilla Firefox 25.0 |
| 25.0                                 | 2.22.1    | 18. Nov. 2013        | als Grundlage dient nun Mozilla Firefox 25.0.1; Fehlerbehebungen |
| 26.0                                 | 2.23      | 12. Dez. 2013        | als Grundlage dient nun Mozilla Firefox 26.0 |
| 27.0                                 | 2.24      | 6. Feb. 2014         | als Grundlage dient nun Mozilla Firefox 27.0 |
| 28.0                                 | 2.25      | 19. März 2014        | als Grundlage dient nun Mozilla Firefox 28.0 |
| 29.0                                 | 2.26      | 2. Mai 2014          | als Grundlage dient nun Mozilla Firefox 29.0 |
| 29.0                                 | 2.26.1    | 14. Juni 2014        | als Grundlage dient nun Mozilla Firefox 29.0.1 |
| 30.0                                 | 2.27      | nicht veröffentlicht | Version 2.27 wurde übersprungen |
| 31.0                                 | 2.28      | nicht veröffentlicht | Version 2.28 wurde übersprungen |
| 32.0                                 | 2.29      | 7. Sep. 2014         | als Grundlage dient nun Mozilla Firefox 32.0 |
| 32.0                                 | 2.29.1    | 24. Sep. 2014        | als Grundlage dient nun Mozilla Firefox 32.0.3; außerplanmäßige Fehlerbehebungen |
| 33.0                                 | 2.30      | 15. Okt. 2014        | als Grundlage dient nun Mozilla Firefox 33.0; u. a. neue Unterstützung für H.264 (durch OpenH264) |
| 34.0                                 | 2.31      | 4. Dez. 2014         | als Grundlage dient nun Mozilla Firefox 34.0 |
| 35.0                                 | 2.32      | 13. Jan. 2015        | als Grundlage dient nun Mozilla Firefox 35.0 |
| 35.0                                 | 2.32.1    | 6. Feb. 2015         | außerplanmäßige Fehlerbehebungen |
| 36.0                                 | 2.33      | 10. März 2015        | als Grundlage dient nun Mozilla Firefox 36.0 |
| 36.0                                 | 2.33.1    | 23. März 2015        | als Grundlage dient nun Mozilla Firefox 36.0.4; außerplanmäßige Sicherheitsaktualisierungen |
| 37.0                                 | 2.34      | nicht veröffentlicht | Version 2.34 wurde übersprungen |
| 38.0                                 | 2.35      | 3. Sep. 2015         | als Grundlage dient nun Mozilla Firefox 38.0 |
| 39.0                                 | 2.36      | nicht veröffentlicht | Version 2.36 wurde übersprungen |
| 40.0                                 | 2.37      | nicht veröffentlicht | Version 2.37 wurde übersprungen |
| 41.0                                 | 2.38      | 26. Sep. 2015        | als Grundlage dient nun Mozilla Firefox 41.0 |
| 42.0                                 | 2.39      | 8. Nov. 2015         | als Grundlage dient nun Mozilla Firefox 42.0 |
| 43.0                                 | 2.40      | 14. März 2016        | als Grundlage dient nun Mozilla Firefox 43.0 |
| 44-48                                | 2.41-45   | nicht veröffentlicht | die Versionen 2.41 bis 2.45 wurden übersprungen |
| 49.0                                 | 2.46      | 22. Dez. 2016        | als Grundlage dient nun Mozilla Firefox 49.0 |
| 50.0                                 | 2.47      | nicht veröffentlicht | Version 2.47 wurde übersprungen |
| 51.0                                 | 2.48      | 31. Juli 2017        | als Grundlage dient nun Mozilla Firefox 51.0 |
| 52.0                                 | 2.49.1    | 4. Nov. 2017         | als Grundlage dient nun Mozilla Firefox 52.4 ESR, zudem noch mit IndexedDB-Datenschutzproblem aus dem Jahr 2009 |
| 52.0                                 | 2.49.2    | 15. Feb. 2018        | als Grundlage dient nun Mozilla Firefox 52.6 ESR |
| 52.0                                 | 2.49.3    | 4. Mai 2018          | als Grundlage dient nun Mozilla Firefox 52.7.3 ESR |
| 52.0                                 | 2.49.4    | 27. Juli 2018        | als Grundlage dient nun Mozilla Firefox 52.9 ESR |
| 52.0                                 | 2.49.5    | 4. Sep. 2019         | letzte Ausgabe mit Unterstützung für Windows XP und Vista |
| 60.0                                 | 2.53.1    | 28. Feb. 2020        | als Grundlage dient nun Mozilla Firefox 60.3 ESR |
| 60.0                                 | 2.53.2    | 3. Mai 2020          | als Grundlage dient nun Mozilla Firefox 60.3 ESR |
| 60.0                                 | 2.53.3    | 7. Juli 2020         | als Grundlage dient nun Mozilla Firefox 60.3 ESR |
| 60.0                                 | 2.53.4    | 22. Sep. 2020        | als Grundlage dient nun Mozilla Firefox 60.4 ESR |
| 60.0                                 | 2.53.5    | 13. Nov. 2020        | als Grundlage dient nun Mozilla Firefox 60.6 ESR |
| 60.0                                 | 2.53.5.1  | 17. Nov. 2020        | als Grundlage dient nun Mozilla Firefox 60.8 ESR |
| 60.0                                 | 2.53.6    | 22. Jan. 2021        | als Grundlage dient nun Mozilla Firefox 60.8 ESR |
| 60.0                                 | 2.53.7    | 30. März 2021        | als Grundlage dient nun Mozilla Firefox 60.8 ESR |
| 60.0                                 | 2.53.7.1  | 15. Apr. 2021        | als Grundlage dient nun Mozilla Firefox 60.8 ESR |
| 60.0                                 | 2.53.8    | 30. Juni 2021        | als Grundlage dient nun Mozilla Firefox 60.8 ESR |
| 60.0                                 | 2.53.8.1  | 22. Juli 2021        | als Grundlage dient nun Mozilla Firefox 60.8 ESR |
| 60.0                                 | 2.53.9    | 26. Aug. 2021        | als Grundlage dient nun Mozilla Firefox 60.8 ESR |
| 60.0                                 | 2.53.9.1  | 28. Sep. 2021        | als Grundlage dient nun Mozilla Firefox 60.8 ESR |
| 60.0                                 | 2.53.10   | 16. Nov. 2021        | als Grundlage dient nun Mozilla Firefox 60.8 ESR |
| 60.0                                 | 2.53.10.1 | 13. Dez. 2021        | als Grundlage dient nun Mozilla Firefox 60.8 ESR |
| 60.0                                 | 2.53.10.2 | 28. Dez. 2021        | als Grundlage dient nun Mozilla Firefox 60.8 ESR |
| 60.0                                 | 2.53.11   | 2. März 2022         | als Grundlage dient nun Mozilla Firefox 60.8 ESR |
| 60.0                                 | 2.53.11.1 | 25. März 2022        | als Grundlage dient nun Mozilla Firefox 60.8 ESR |
| 60.0                                 | 2.53.12   | 4. Mai 2022          | als Grundlage dient nun Mozilla Firefox 60.8 ESR |
| 60.0                                 | 2.53.13   | 11. Juli 2022        | als Grundlage dient nun Mozilla Firefox 60.8 ESR |
| 60.0                                 | 2.53.14   | 29. Sep. 2022        | als Grundlage dient nun Mozilla Firefox 60.8 ESR |
| 60.0                                 | 2.53.15   | 20. Jan. 2023        | als Grundlage dient nun Mozilla Firefox 60.8 ESR |
| 60.0                                 | 2.53.16   | 31. März 2023        | als Grundlage dient nun Mozilla Firefox 60.8 ESR |
| 60.0                                 | 2.53.17   | 4. Aug. 2023         | als Grundlage dient nun Mozilla Firefox 60.8 ESR |
| 60.0                                 | 2.53.17.1 | 20. Sep. 2023        | als Grundlage dient nun Mozilla Firefox 60.8 ESR |
| 60.0                                 | 2.53.18   | 9. Dez. 2023         | als Grundlage dient nun Mozilla Firefox 60.8 ESR |
| 60.0                                 | 2.53.18.1 | 16. Jan. 2024        | als Grundlage dient nun Mozilla Firefox 60.8 ESR |
| 60.0                                 | 2.53.18.2 | 28. März 2024        | als Grundlage dient nun Mozilla Firefox 60.8 ESR |
| 60.0                                 | 2.53.19   | 4. Sep. 2024         | als Grundlage dient nun Mozilla Firefox 60.8 ESR |
| 60.0                                 | 2.53.20   | 7. Jan. 2025         | als Grundlage dient nun Mozilla Firefox 60.8 ESR |
| 60.0                                 | 2.53.21   | 5. Juni 2025         | |
| Legende:Alte VersionAktuelle Version |           |                      | |

## Komponenten

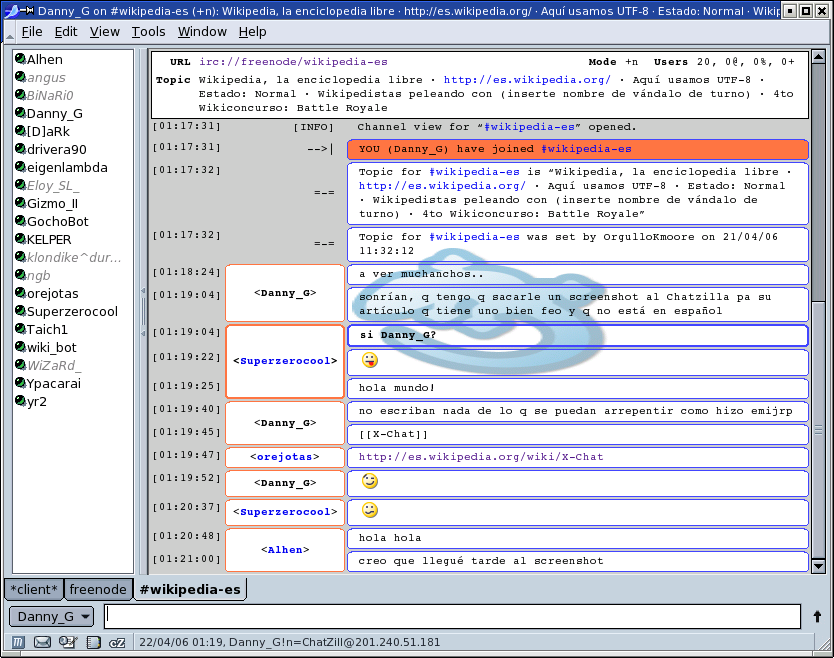
IRC-Client ChatZilla, in SeaMonkey-Version 1.0
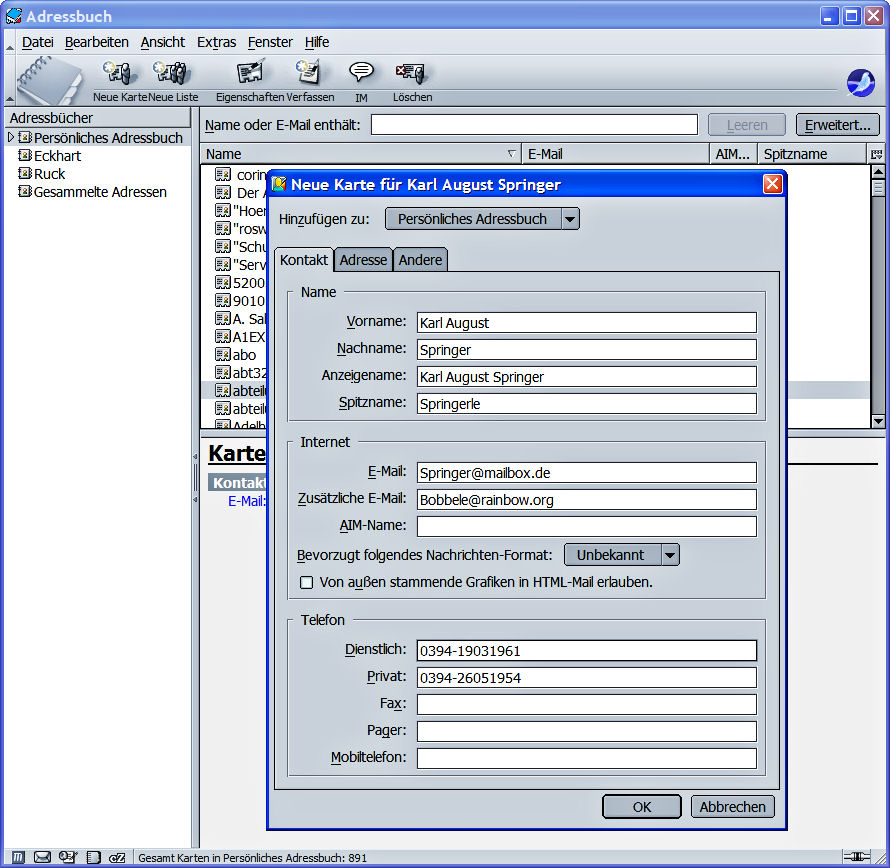
Adressbuch, in SeaMonkey-Version 1.1
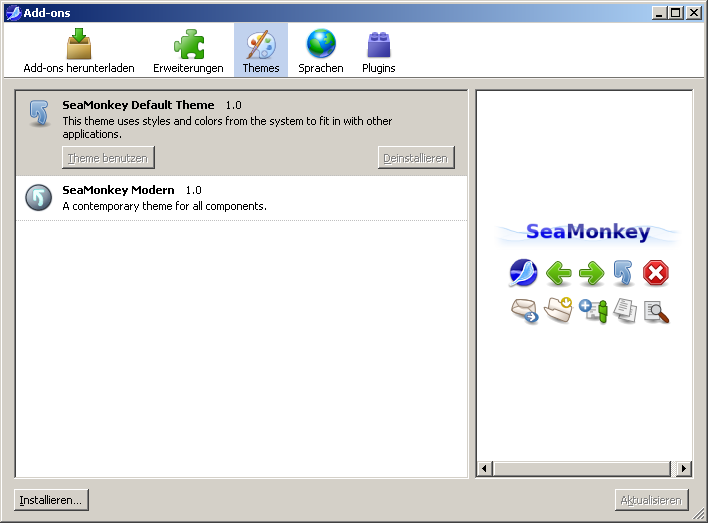
Erweiterungs-Verwaltung (englisch Add-Ons-Manager), in SeaMonkey-Version 2.0
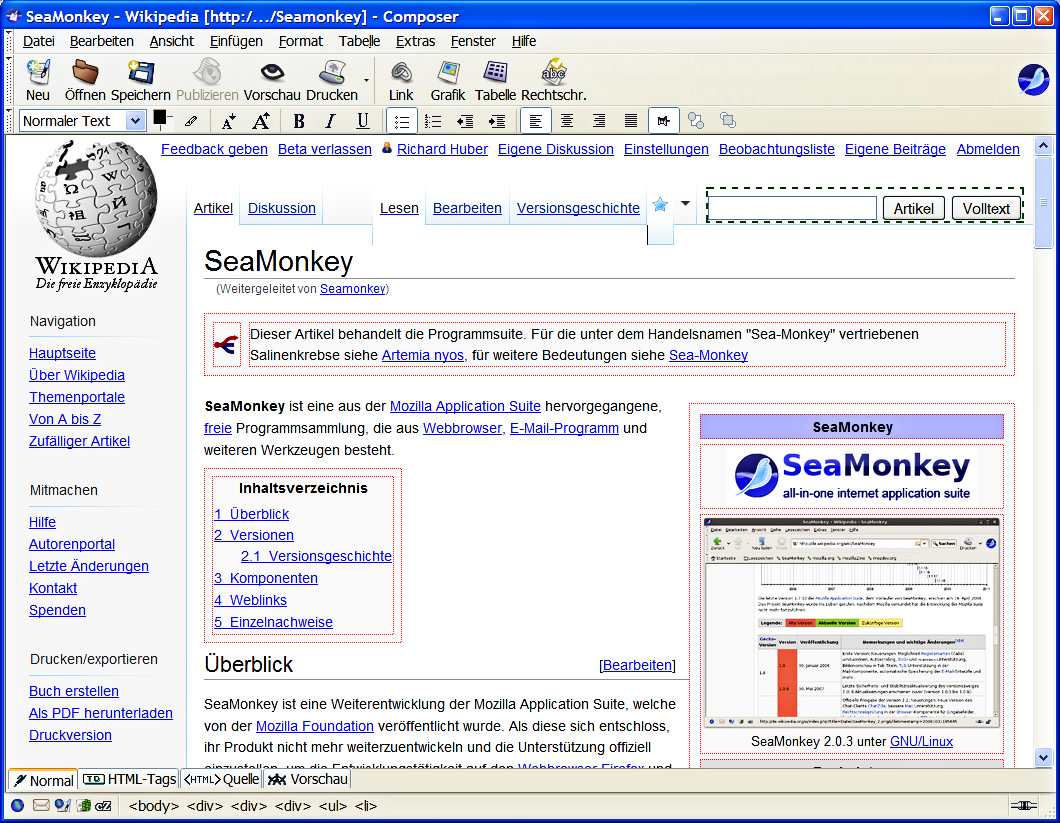
HTML-Editor Composer, in SeaMonkey-Version 2.0.3
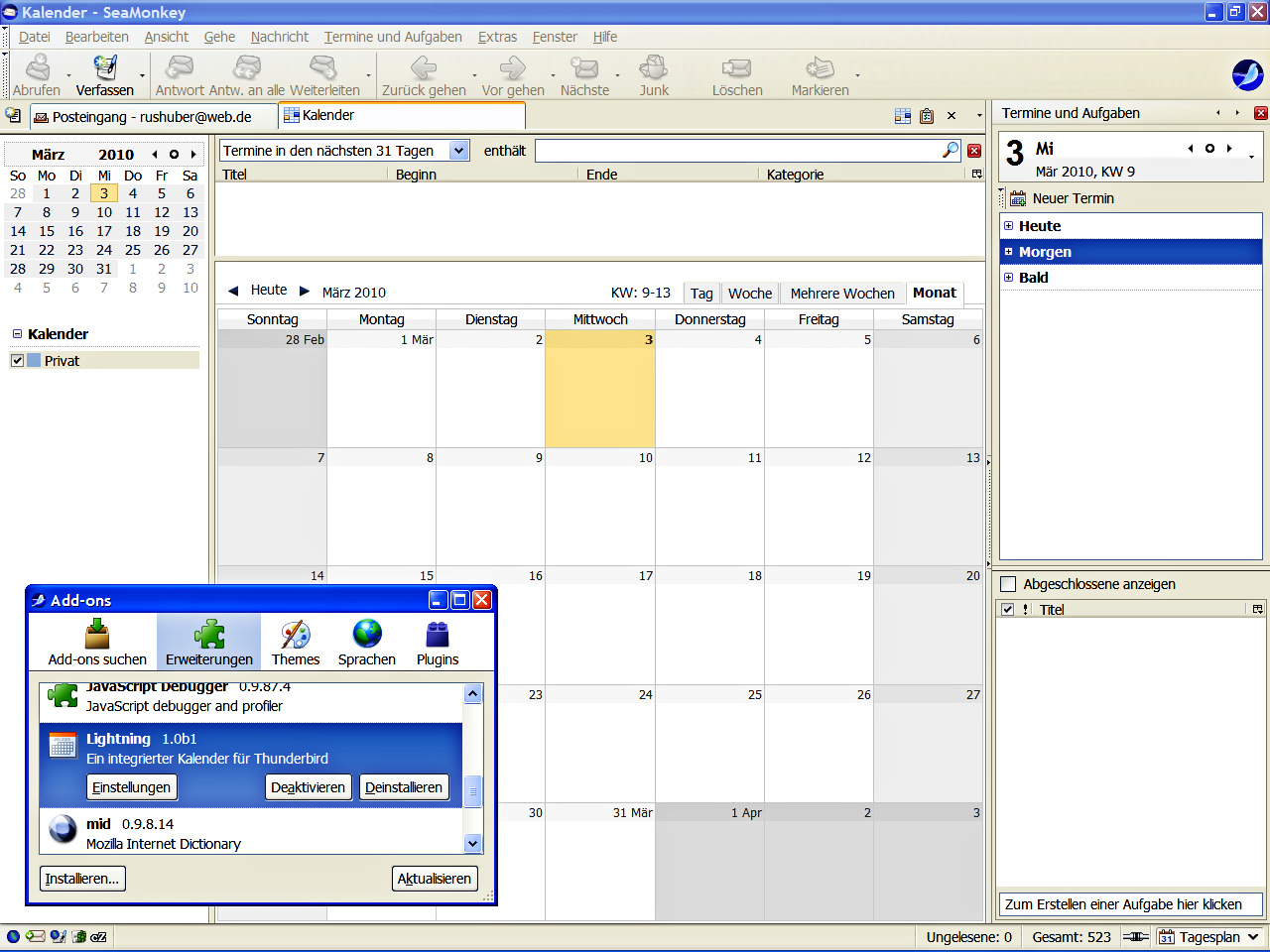
Kalendererweiterung Lightning, in SeaMonkey-Version 2.0.3, seit Version 2.46[60] nicht mehr vorhanden.

- Navigator: Webbrowser zur Anzeige von Webseiten
- MailNews: E-Mailprogramm, News- und Feed-Reader
- Composer: WYSIWYG-HTML-Editor, im Gegensatz zum Ableger KompoZer (ehemals Nvu) jedoch ohne HTML-Formular-Unterstützung
- Adressbuch: Kontaktverwaltung
- IRC-Client: ChatZilla
- Werkzeuge für Webentwickler: JavaScript-Debugger Venkman, DOM Inspector